# Maximilian von Philipsborn (Diplomat)
Karl Alexander Wilhelm Maximilian gen. „Max“ Philipsborn, ab 1865 von Philipsborn (* 4. Oktober 1815 in Schwedt (Oder); † 23. Dezember 1885 in Wiesbaden) war ein preußischer, später kaiserlich-deutscher Politiker und Diplomat.

## Leben

### Herkunft
Maximilian war der Sohn des in Stettin gebürtigen Adolf Philipsborn (1786–1835) und der aus Potsdam stammenden Pauline Schoenn (1786–1868). Die Eltern lebten zuletzt in Berlin. Deren drei Söhne wurden am 31. Juli 1865 in Gastein in den preußischen Adelsstand als von Philipsborn erhoben: Maximilian (1815–1885) als Direktor im Außenministerium, Eugen als Gutsbesitzer in Fuchsmühl (Schlesien) und Richard als preußischer Generalpostdirektor.

### Werdegang
Max Philipsborn besuchte das Joachimsthalsche Gymnasium in Berlin, erlangte dort das Abitur und studierte Rechtswissenschaften an der Friedrich-Wilhelms-Universität Berlin. 1835 wurde er Auskultator am Stadtgericht und 1837 Referendar am Kammergericht. 1840 machte er sein Examen zum Assessor und wurde im selben Jahr als Hilfs-Expedient im preußischen Außenministerium angestellt. 1843 wurde er zum Geheimen expedierenden Sekretär bestellt, 1844 Legationsrat und 1845 preußischer Generalkonsul in Antwerpen.
Im Jahr 1849 wurde Philipsborn Wirklicher Legationsrat und Vortragender Rat, 1851 Geheimer Legationsrat und 1854 Mitglied des preußischen Staatsrats. 1856 vertrat er Preußen in der 1849 vom Deutschen Zollverein gebildeten „Kommission zur Regulierung des Zollvereintarifs“. 1857 wurde er zum Wirklichen Geheimen Legationsrat ernannt.
Im Oktober 1863 wurde Philipsborn Ministerialdirektor im Auswärtigen Amt. Ab Februar 1868 war er Bevollmächtigter der preußischen Regierung am Bundesrat des Norddeutschen Bundes. Von 1872 bis zu seinem Lebensende war er Mitglied des Preußischen Herrenhauses (MdH). 1873 wurde er zum Wirklichen Geheimrat ernannt, fortan stand ihm die Anrede „Seine Exzellenz“ zu.
1881 wurde Philipsborn Gesandter des Deutschen Reichs in Kopenhagen. Er blieb in diesem Amt, bis er 1885 in den Ruhestand ging.

### Familie
Philipsborn heiratete am 28. Februar 1844 in Berlin Rosalie Borck (* 3. März 1821 in Berlin; † 18. Juli 1861 ebenda), die Tochter des königlich preußischen Geheimen Legationsrats Gustav Ludwig Borck und der Johanna Wilm. Ernst von Philipsborn war ein Sohn des Paares.